# Mario Barluzzi
Dario Giuliano Mario Barluzzi (Belluno, 6 settembre 1935 – Varese, 13 ottobre 2021) è stato un calciatore e allenatore di calcio italiano, di ruolo portiere. Giocò in Serie A con  Milan e Varese tra gli anni cinquanta e anni sessanta.
È spesso citato anche come Dario Barluzzi.

## Carriera

### Club
Crebbe nel Belluno e passò nel 1954 al Treviso dove disputò ben 7 campionati, quasi tutti in Serie C. Nel 1961 arrivò in Serie A al Catania, ma non esordì nella massima serie. L'anno successivo passò al Milan, voluto dall'allora direttore tecnico Gipo Viani, dove rivestì inizialmente il ruolo di riserva di Giorgio Ghezzi. La svolta avvenne il 16 novembre 1963, quando giocò da titolare la terza sfida della finale di Coppa Intercontinentale contro il Santos allo Stadio Maracanã per l'indisponibilità di Ghezzi infortunato nella partita precedente a causa dei comportamenti violenti dei giocatori brasiliani. La prestazione di Barluzzi fu positiva e convincente; da quel momento in poi il portiere veneto venne stabilmente e con poche eccezioni schierato nell'undici titolare fino al suo addio al Milan, con cui vinse una Coppa dei Campioni nel 1962-63 e una Coppa Italia nel 1966-67, giocando complessivamente 102 partite.
Nel novembre del 1967 venne ceduto all'Inter, con cui giocò solo una partita in Coppa Italia. La carriera di Barluzzi continuò in Serie B con il Mantova e successivamente al Varese. Con i biancorossi raggiunse nuovamente la Serie A dove giocò all'età di 36 anni le ultime 7 partite.
In carriera ha totalizzato complessivamente 92 presenze in Serie A e 11 presenze in Serie B.

### Allenatore
Nella stagione 1982-1983 subentrò a Eugenio Fascetti alla guida del Varese, in Serie B.

### Presenze e reti nei club
| Stagione        | Squadra         | Campionato      | Campionato | Campionato | Coppe nazionali | Coppe nazionali | Coppe nazionali | Coppe continentali | Coppe continentali | Coppe continentali | Altre coppe | Altre coppe | Altre coppe | Totale | Totale |
| Stagione        | Squadra         | Comp            | Pres       | Reti       | Comp            | Pres            | Reti            | Comp               | Pres               | Reti               | Comp        | Pres        | Reti        | Pres   | Reti   |
| --------------- | --------------- | --------------- | ---------- | ---------- | --------------- | --------------- | --------------- | ------------------ | ------------------ | ------------------ | ----------- | ----------- | ----------- | ------ | ------ |
| 1961-1962       | Catania         | A               | 0          | -0         | CI              | ?               | ?               | -                  | -                  | -                  | -           | -           | -           | 0+     | -0+    |
| 1962-1963       | Milan           | A               | 3          | -2         | CI              | 1               | -1              | CC                 | 0                  | 0                  | CA          | 3           | -5          | 7      | -8     |
| 1963-1964       | Milan           | A               | 11         | -8         | CI              | 0               | 0               | CC                 | 3                  | -7                 | CInt        | 1           | 0           | 15     | -15    |
| 1964-1965       | Milan           | A               | 28         | -18        | CI              | 1               | -2              | CdF                | 2                  | -2                 | -           | -           | -           | 31     | -22    |
| 1965-1966       | Milan           | A               | 24         | -24        | CI              | 0               | 0               | CdF                | 0                  | 0                  | -           | -           | -           | 24     | -24    |
| 1966-1967       | Milan           | A               | 19         | -16        | CI              | 1               | -2              | CM                 | 2                  | -1                 | CdA         | 3           | -3          | 25     | -22    |
| Totale Milan    | Totale Milan    | Totale Milan    | 85         | -68        |                 | 3               | -5              |                    | 7                  | -10                |             | 7           | -8          | 102    | -91    |
| 1967-1968       | Inter           | A               | 0          | -0         | CI              | 2               | -2              | -                  | -                  | -                  | -           | -           | -           | 2      | -2     |
| 1968-1969       | Mantova         | B               | 7          | -6         | CI              | 0               | -0              | -                  | -                  | -                  | -           | -           | -           | 7      | -6     |
| 1969-1970       | Varese          | B               | 0          | 0          | CI              | ?               | ?               | -                  | -                  | -                  | -           | -           | -           | 0+     | -0+    |
| 1970-1971       | Varese          | A               | 0          | 0          | CI              | ?               | ?               | -                  | -                  | -                  | -           | -           | -           | 0+     | -0+    |
| 1971-1972       | Varese          | A               | 7          | -10        | CI              | ?               | ?               | -                  | -                  | -                  | -           | -           | -           | 7+     | -10+   |
| 1972-1973       | Varese          | B               | 1          | 0          | CI              | ?               | ?               | -                  | -                  | -                  | -           | -           | -           | 1+     | -0+    |
| Totale Varese   | Totale Varese   | Totale Varese   | 8          | -10        |                 | ?               | ?               |                    | -                  | -                  |             | -           | -           | 8+     | -10+   |
| Totale carriera | Totale carriera | Totale carriera | 100+       | -84+       |                 | 5+              | -7+             |                    | 7                  | -10                |             | 7           | -8          | 119+   | -109+  |

## Palmarès

### Club

#### Competizioni nazionali
- Coppa Italia: 1

Milan: 1966-1967
- Serie B: 1

Varese: 1969-1970

#### Competizioni internazionali
- Coppa dei Campioni: 1

Milan: 1962-1963